# Croco II
Croco II (em latim: Chrocus/Crocus) ou Eroco (em latim: Erocus) foi um rei alamano ativo durante o final do século III e começo do século IV. Nada se sabe sobre seu parentesco, mas é possível que seja filho do rei homônimo ativo em meados do século III. No início do século IV, estava na Britânia auxiliando o césar Constantino em sua guerra contra os pictos. Em 306, quando Constantino proclamou-se augusto, Croco II o apoiou.